# WTCC i Macau
FIA WTCC Race of Macau är en deltävling i FIA:s standardvagnsmästerskap, World Touring Car Championship. Deltävlingen körs på Circuito da Guia på Macaus gator. Ända sedan 1972 har internationell standardvagnsracing körts i Macau och sedan 2005 är det en deltävling i WTCC.

## Säsonger

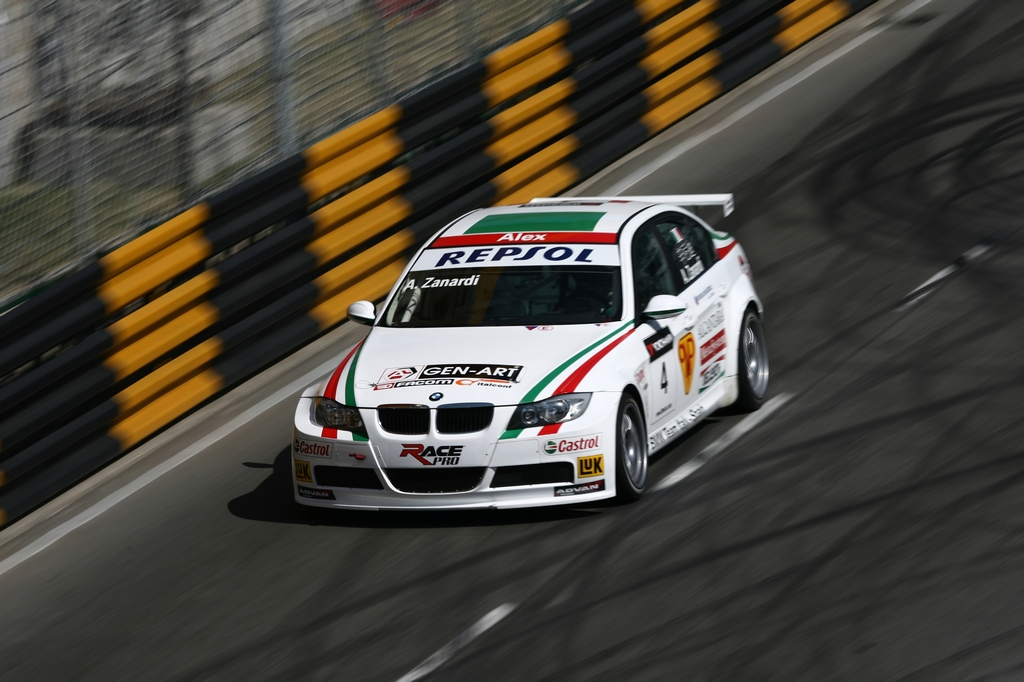
Alessandro Zanardi på Circuito da Guia 2008.

| År   | Bana             | Race | Segrare förare                | Segrare modell                       | Rapport           |
| ---- | ---------------- | ---- | ----------------------------- | ------------------------------------ | ----------------- |
| 2011 | Circuito da Guia | 1 2  | Robert Huff                   | Chevrolet Cruze 1.6T                 | WTCC i Macau 2010 |
| 2010 | Circuito da Guia | 1 2  | Robert Huff Norbert Michelisz | Chevrolet Cruze LT SEAT León 2.0 TDi | WTCC i Macau 2010 |
| 2009 | Circuito da Guia | 1 2  | Robert Huff Augusto Farfus    | Chevrolet Cruze LT BMW 320si         | WTCC i Macau 2009 |
| 2008 | Circuito da Guia | 1 2  | Alain Menu Robert Huff        | Chevrolet Lacetti                    | WTCC i Macau 2008 |
| 2007 | Circuito da Guia | 1 2  | Alain Menu Andy Priaulx       | Chevrolet Lacetti BMW 320si          | WTCC i Macau 2007 |
| 2006 | Circuito da Guia | 1 2  | Andy Priaulx Jörg Müller      | BMW 320si                            | WTCC i Macau 2006 |
| 2005 | Circuito da Guia | 1 2  | Augusto Farfus Duncan Huisman | Alfa Romeo 156 GTA BMW 320i          | WTCC i Macau 2005 |